# AMosaic
AMosaic is een portering van de Mosaic-webbrowser voor het Amiga-platform. De ontwikkeling werd gestart in 1993 en was daarmee de eerste grafische webbrowser voor Amiga. AMosaic was gebaseerd op Mosaic, een webbrowser van NCSA. Het werd echter niet verspreid door de University of Illinois of NCSA. Het werd ontwikkeld door Michael Fischer op de Stony Brook University, Michael Meyer op de University of California - Berkeley en Michael Witbrock op de Carnegie Mellon University. De eerste publiek uitgegeven versie dateert van 25 december 1993, en de laatste versie was een vooruitgave van 2.0.
Zoals het geval is voor ook andere versies van Mosaic, wordt AMosaic niet langer ondersteund of geüpdatet. Het is echter geporteerd naar AROS, een besturingssysteem dat compatibel is met AmigaOS. De ontwikkelaars hebben vervolgens het project IBrowse gestart, dat tot 2006 doorontwikkeld werd.

## Functies
- Vanaf versie 1.4 worden invulformulieren ondersteund
- Zoeken in webpagina's